# Perrinia
Perrinia là một chi ốc biển, là động vật thân mềm chân bụng sống ở biển trong họ Chilodontidae.

## Các loài
According to the Cơ sở dữ liệu sinh vật biển (WoRMS) the following species are gồm cód withtrong genus Perrinia:
- Perrinia angulifera A. Adams, 1853
- Perrinia cancellata (Schepman, 1908)
- Perrinia cecileae Poppe, Tagaro & Dekker, 2006[3]
- Perrinia concinna (A. Adams, 1864-f)
- Perrinia docili Poppe, Tagaro & Dekker, 2006[4]
- Perrinia elisa (Gould, 1849)
- Perrinia nigromaculata (Schepman, 1908)
- Perrinia plicifera (Schepman, 1908)
- Perrinia squamicarinata (Schepman, 1908)
- Perrinia stellata (A. Adams, 1864)